# Cile ai Giochi della I Olimpiade
Il Cile partecipò ai Giochi della I Olimpiade che si sono svolti dal 6 al 15 aprile 1896 ad Atene.
Alcune fonti, ritenute attendibili dal CIO, dimostrano la partecipazione del paese sudamericano ad Atene con Luis Subercaseaux, un quindicenne che avrebbe partecipato ai 100, 400 ed 800 metri piani, ma senza alcun risultato di rilievo

## Atletica leggera
| Atleta            | Evento          | Finale      | Finale      |
| Atleta            | Evento          | Tempo       | Classifica  |
| ----------------- | --------------- | ----------- | ----------- |
| Luis Subercaseaux | 100 metri piani | Sconosciuto | Sconosciuto |
| Luis Subercaseaux | 400 metri piani | Sconosciuto | Sconosciuto |
| Luis Subercaseaux | 800 metri piani | Sconosciuto | Sconosciuto |